# Карвоэйра (Торриш-Ведраш)
Карвоэ́йра (порт. Carvoeira) — район (фрегезия) в Португалии, входит в округ Лиссабон. Является составной частью муниципалитета Торриш-Ведраш. По старому административному делению входил в провинцию Эштремадура. Входит в экономико-статистический субрегион Оэште, который входит в Центральный регион. Население составляет 1610 человек на 2001 год. Занимает площадь 14,28 км².
Покровителем района считается Дева Мария (порт. Nossa Senhora da Luz).